# Адријан Леон Баришић
Адријан Леон Баришић (Штутгарт, 19. јул 2001) је босанскохерцеговачки фудбалер који тренутно наступа за Базел. Игра на позицији одбрамбеног играча.
Баришић је рођен у Штутгарту у Немачкој, али се 2002. године преселио са породицом у Сплит у Хрватској. Његова мајка је родом из Зенице у Босни, због чега је одлучио наступати за Босну и Херцеговину.